# Glen Eira City
Koordinaten: 37° 52′ S, 145° 2′ O

Glen Eira City ist ein lokales Verwaltungsgebiet (LGA) im australischen Bundesstaat Victoria. Glen Eira gehört zur Metropole Melbourne, der Hauptstadt Victorias. Das Gebiet ist 37 km² groß und hat etwa 140.000 Einwohner.
Glen Eira liegt 8 bis 17 km südöstlich des Stadtzentrums von Melbourne und enthält 15 Stadtteile: Bentleigh, Bentleigh East, Caulfield, Caulfield East, Caulfield North, Caulfield South, Carnegie, Elsternwick, Gardenvale, Glen Huntly, McKinnon, Murrumbeena, Ormond, Ripponlea und ein Teil von St Kilda East. Der Sitz des City Councils befindet sich in Caulfield South im Nordwestteil der LGA.
Nach dem Zweiten Weltkrieg war Glen Eira eine der beiden am schnellsten wachsenden Gemeinden in ganz Australien. Hier wohnt ein besonders großer Anteil jüdischer Bürger (16,6 %), vor allem im Stadtteil Caulfield North. Heute weist die City einen höheren Altersdurchschnitt auf und besteht vorwiegend aus Wohngebieten.
In Caulfield befindet sich ein Campus der Monash University mit einer breiten Palette an Fächern von Kunst und Design über Wirtschaft, Informationstechnologie bis hin zu Medizin. Etwa 13.400 Studierende sind an diesem Campus eingetragen, fast ein Viertel aller Studenten der Universität.
Im Stadtteil Elsternwick befindet sich das Bordell Daily Planet, das dadurch berühmt wurde, dass es 2003 das erste Etablissement dieser Art weltweit war, das an der Börse notiert wurde.
Die City hat eine Städtepartnerschaft mit der japanischen Stadt Ōgaki.

## Verwaltung
Der Glen Eira City Council hat neun Mitglieder, die von den Bewohnern der drei Wards gewählt werden (je drei Councillor pro Ward). Diese drei Bezirke (Camden, Rosstown und Tucker) sind unabhängig von den Stadtteilen festgelegt. Aus dem Kreis der Councillor rekrutiert sich auch der Mayor (Bürgermeister) des Councils.
2005 wurde den damaligen Councilmitgliedern in einer staatlichen Untersuchung bescheinigt, ineffektiv zu arbeiten und unfähig zur Zusammenarbeit zu sein. Der zuständige Minister von Victoria löste daraufhin den Council auf. Bei Neuwahlen wurde nur ein altes Ratsmitglied wiedergewählt.